# Banco de Italia y Río de la Plata
El Banco de Italia y Río de la Plata fue un entidad financiera de capitales italianos fundada en agosto de 1872 en Buenos Aires, Argentina.
En la capital argentina, los inversores eran importantes industriales, de origen genovés o lombardo, Antonio Devoto, el barón Antonio Demarchi, el barón Marcos Demarchi, el barón Demetrio Demarchi y el naviero croata Nicolás Mihanovich. Su capital era destacable, al punto que llegó a prestar 700.000 pesos fuertes al Banco de la Provincia de Buenos Aires, durante la crisis económica de 1873-1876. 
Con lo numerosa que fue la inmigración italiana a Buenos Aires en el último cuarto del siglo XIX, el banco creció de tal manera desde 1877, que a fines de los años 1880 concentraba el 50% de los depósitos realizados en la banca privada en la Argentina. El Banco de Italia, por otra parte, significó un foco impulsor de la creación de empresas de capitales italianos en el país. No era un sucursal de una institución europea, sino una unión de emprendedores locales, con los cuales se vinculó el Banco di Génova.
Su primera sede estuvo en una casa alquilada en la calle Piedad (hoy Bartolomé Mitre) de Buenos Aires, donde ya había comenzado a formarse la incipiente city financiera. Más tarde construiría su propio edificio en la misma calle, entre Reconquista y San Martín.
En 1887 otro grupo de empresarios compatriotas amagó con crear un "Banco Italiano del Río de la Plata". Ante el conflicto de intereses y la puja que terminó en un litigio, la nueva institución debió llamarse Nuevo Banco Italiano, y comenzaría una historia de competencia entre ambas bancas. Luego de la crisis económica de 1890, el Banco de Italia continuó creciendo, de forma que hacia 1910 era una de las empresas financieras más importantes de la Argentina, con sucursales en varios barrio de Buenos Aires, y en ciudades de las provincias. En 1926 absorbió al Banco Popular Italiano.
Con el paso de los años, el Banco de Italia comenzó a diversificar tanto a sus inversores como a su público, al tiempo que surgían otras instituciones financieras exitosas dentro de la comunidad italiana-argentina, como el Banco Francés e Italiano para la América del Sur. El Banco de Italia fue vaciado por sus inversores, y liquidado en 1985.

## Edificios
El Banco de Italia tuvo su edificio construido especialmente como Casa Matriz en la calle Bartolomé Mitre 448. Se trataba de un gran edificio de estilo ecléctico con ventanales y sobria fachada, cuyas obras fueron realizadas por la empresa de Fernando Vanelli e Hijos. El edificio quedó abandonado por años luego de la quiebra del banco, y luego fue adquirido para remodelarlo instensivamente. Con un proyecto realizado por el estudio de arquitectura Berdichevsky-Cherny, se decidió la demolición de todos los interiores, conservándose solo parte de la fachada, debido al grado de deterioro que sufría incluso la estructura del antiguo edificio. Actualmente es ocupado por el Banco Supervielle.